# Julian McMahon
Julian Dana William McMahon (Sydney, 27 de julho de 1968 – Clearwater, 2 de julho de 2025) foi um ator e modelo australiano. No cinema, ficou conhecido por interpretar o vilão Doutor Destino nos filmes Fantastic Four (2005) e Fantastic Four: Rise of the Silver Surfer (2007). Já na televisão, seus papéis mais notáveis foram o do cirurgião plástico Christian Troy na premiada série Nip/Tuck, além do demônio Belthazor na série Charmed, exibida pelo canal WB.

## Biografia
Julian McMahon nasceu em Sydney, Nova Gales do Sul, Austrália. Seu pai, Sir William McMahon, era político e, posteriormente, assumiu o cargo de primeiro-ministro. Sua mãe, Lady Sonia McMahon, era terapeuta ocupacional. Julian tinha uma irmã mais velha, Melinda, e uma irmã mais nova, Deborah.
Na infância estudou na Sydney Grammar School, uma escola privada para meninos. Posteriormente cursou direito na Universidade de Sydney e economia na Universidade de Wollongong, mas entediou-se rapidamente com a vida de estudante e acabou seguindo a carreira de modelo, tornando-se conhecido nas capitais da moda como Milão, Nova Iorque, Roma e Paris.

## Carreira
Além de sua carreira como modelo, cujo trabalho mais importante foi um comercial de jeans para a Levi Strauss, McMahon iniciou sua carreira de ator na série australiana Home and Away, como o soldado Ben Lucini (1990–1991). Pouco depois, se mudou para os Estados Unidos e teve aulas de voz para perder o sotaque australiano.
Seu primeiro papel na televisão americana foi na série vespertina Another Womo como o agente John Grant, onde contracenou com a atriz Roma Maffia, com quem voltaria a trabalhar em Nip/Tuck. Em seguida, McMahon entrou para o elenco da famosa série sobrenatural Charmed, no papel do demônio/advogado Cole Turner, entre 2000 e 2003. O personagem foi morto pelas irmãs Halliwell no centésimo episódio da série, mas McMahon retornou a representá-lo no 150º episódio em 2005.
Após o sucesso em Charmed, McMahon foi convidado para interpretar o cirurgião plástico playboy Christian Troy na série Nip/Tuck. Por esse papel foi indicado ao prêmio Globo de Ouro como "Melhor ator em uma série de TV — Drama" em 2005. Durante a série, McMahon apareceu em várias cenas de nudez.
McMahon também representou o supervilão Victor von Doom/Doutor Destino na adaptação para o cinema do filme Quarteto Fantástico, lançado em 2005. A obra foi um sucesso e McMahon voltou a reprisar o vilão na sequência Quarteto Fantástico e o Surfista Prateado (2007). No mesmo ano também estrelou, ao lado de Sandra Bullock, o suspense sobrenatural Premonições.
Houve rumores de que o ator teria sido um dos nomes cogitados para interpretar o papel de James Bond no filme Casino Royale, antes que Daniel Craig levasse o papel.
Em 2011, McMahon estrelou, ao lado da atriz Milla Jovovich, o thriller Faces in the Crowd.
No dia 28 de outubro de 2010, o ator participou de uma apresentação única para celebrar os 35 anos do filme The Rocky Horror Picture Show, interpretando o Dr. Frank-N-Furter. O espetáculo foi uma combinação de cenas do filme com a remontagem de alguns dos números musicais, uma espécie de “sing-along”. A apresentação foi realizada no teatro The Wiltern em Los Angeles. A renda do espetáculo será revertida para o The Painted Turtle, instituição financeira criada por Paul Newman para auxiliar crianças doentes.

## Vida pessoal
Julian foi casado e se separou duas vezes. Primeiro, em janeiro de 1994, se casou em uma badalada cerimônia com a cantora e atriz australiana Dannii Minogue. Eles permaneceram juntos por menos de dois anos e se divorciaram em 1995. O ator chegou a aparecer nos clipes "This Is It" e "This Is the Way" de Minogue.
Posteriormente, em dezembro de 1999, casou com a atriz americana Brooke Burns, com quem teve uma filha, Madison Elizabeth McMahon (n. 9 de junho de 2000). Também teve um relacionamento com Shannen Doherty, com quem trabalhou em Charmed e no filme Another Day.
Julian McMahon morreu em 2 de julho de 2025, aos 56 anos, vítima de um câncer.

## Filmografia

### Cinema
| Ano  | Título                                    | Papel                            | Diretor          | Notas                                                               |
| ---- | ----------------------------------------- | -------------------------------- | ---------------- | ------------------------------------------------------------------- |
| 1992 | Wet and Wild Summer!                      | Mick Dooley                      | Maurice Murphy   | Estreia cinematográfica Também conhecido como "Exchange Lifeguards" |
| 1997 | Magenta                                   | Michael Walsh                    |                  |                                                                     |
| 1998 | In Quiet Night                            | Hayes                            |                  |                                                                     |
| 2000 | Chasing Sleep                             | George                           | Michael Walker   |                                                                     |
| 2004 | Meet Market                               | Hutch                            |                  | Também produtor executivo                                           |
| 2005 | Fantastic Four                            | Victor Von Doom / Doutor Destino | Tim Story        |                                                                     |
| 2007 | Premonition                               | Jim Hanson                       | Mennan Yapo      |                                                                     |
| 2007 | Prisoner                                  | Derek Plato                      |                  |                                                                     |
| 2007 | Fantastic Four: Rise of the Silver Surfer | Victor Von Doom / Doutor Destino | Tim Story        |                                                                     |
| 2010 | RED - Aposentados e perigosos             | Vice Presidente Robert Stanton   | Robert Schwentke |                                                                     |
| 2011 | Faces in the Crowd                        | Sam Kerrest                      | Julie Magnat     |                                                                     |
| 2012 | Bait                                      | Doyle                            |                  |                                                                     |
| 2012 | Fogo contra Fogo                          | Robert                           | David Barrett    |                                                                     |
| 2013 | Paranoia                                  | Miles Meechum                    | Robert Luketic   |                                                                     |
| 2014 | You're Not You                            | Liam                             | George C. Wolfe  |                                                                     |
| 2018 | Swinging Safari                           | Rick Jones                       | Stephan Elliott  |                                                                     |
| 2018 | Monster Party                             | Patrick Dawson                   |                  |                                                                     |

### Televisão
| Ano       | Série                                   | Papel                         | Notas |
| --------- | --------------------------------------- | ----------------------------- | --- |
| 1989      | The Power, The Passion                  | Kane Edmonds                  | Soap opera |
| 1989–1991 | Home and Away                           | Ben Lucini                    | 27 episódios |
| 1992      | G.P.                                    | Const. Colin 'Clutch' Carmody | Episódio: "Beat It" |
| 1992–1994 | Another World                           | Ian Rain                      | |
| 1996–2000 | Profiler                                | John Grant                    | 82 episódios |
| 1998      | In Quiet Night                          | Hayes                         | |
| 1998      | Will & Grace                            | Guy                           | Episódio "Where There's a Will, There's No Way" |
| 2000      | Chasing Sleep                           | George                        | |
| 2000–2005 | Charmed                                 | Cole Turner                   | 57 episódios |
| 2001      | Another Day                             | David                         | Telefilme |
| 2003–2010 | Nip/Tuck                                | Christian Troy                | Ganhou — Australian Film Institute International Award for Best Actor (2007) Indicado — Golden Globe Award for Best Actor – Television Series Drama (2004) Ganhou — Satellite Award for Best Actor – Television Series Drama (2003) Ganhou — Saturn Award for Best Actor on Television (2005, 2006) |
| 2007      | Prisoner                                | Derek Plato                   | |
| 2008      | Meet Market                             | Hutch                         | |
| 2008      | Robot Chicken                           | Dr. Doom/Pilot/Detective      | Episódio: "Monstourage" |
| 2010      | Faces in the Crowd                      | Detective Kerrest             | |
| 2011      | The Smell of Apples                     |                               | |
| 2011      | Bait 3D                                 |                               | |
| 2016      | Hunters                                 | McCarthy                      | 6 episódios |
| 2016      | Dirk Gently's Holistic Detective Agency | Zackariah Webb                | 3 episódios |
| 2017–2018 | Marvel's Runaways                       | Jonah                         | Recorrente |
| 2019–2020 | FBI                                     | Jess LaCroix                  | 2 episódios |
| 2020–2022 | FBI: Most Wanted                        | Jess LaCroix                  | Papel principal |

### Videogames
| Ano  | Título         | Personagem                       | Notas |
| ---- | -------------- | -------------------------------- | ----- |
| 2005 | Fantastic Four | Victor Von Doom / Doutor Destino | voz   |